# Komisja parlamentarna
Komisje parlamentarne, są to pomocnicze organy parlamentu, złożone z parlamentarzystów i przygotowujące projekty decyzji parlamentarnych w dziedzinie ustawodawstwa i kontroli. Są tworzone w poszczególnych izbach parlamentu (w Polsce — komisje sejmowe i senackie). Mogą być też mieszane, np. dla uzgodnienia spornych spraw między izbami. 
Komisje parlamentarne mogą być: 
- stałe (istniejące przez całą kadencję), z podziałem zadań opartym na kryterium resortowym (np. Komisja Spraw Zagranicznych) lub funkcjonalnym (np. Komisja Ustawodawcza),
- nadzwyczajne, czyli utworzone dla rozpatrzenia konkretnej sprawy.

W Polsce Sejm ma prawo powołać tzw. komisje śledczą, mającą dodatkowe uprawnienia w ustalaniu faktów. W polskim Sejmie (2005 r.) istniało 26 komisji stałych, w Senacie — 14 oraz, wspólna dla obu izb, Komisja Konstytucyjna Zgromadzenia Narodowego, w której skład wchodzą posłowie i senatorowie.